# British Ornithologists' Union
A British Ornithologists' Union (BOU) tem como objectivo o incentivo do estudo de aves ("ornitologia") em todo o mundo, ainda que centre a sua actividade na Europa e, mais especificamente, na Grã-Bretanha, de modo a compreender melhor os aspectos biológicos a elas relacionados e tendo em vista a sua conservação.
Foi fundada em 1858 pelo Professor Alfred Newton, Henry Baker Tristram, entre outros cientistas. O seu órgão oficial, trimestral, Ibis, é publicado desde 1859.
Tem sede no Departamento de Zoologia da Universidade de Oxford, Oxfordshire, Inglaterra.  O British Ornithologists' Union Records Committee (BOURC) ou "Comité de Registos da União de Ornitólogos Britânicos" mantém a lista de aves registadas na Brã-Bretanha.

## Lista de presidentes
- 1858-1867 : Henry Maurice Drummond-Hay (1814-1896)
- 1867-1896 : Lord Lilford (1833-1896)
- 1896-1913 : Frederick DuCane Godman (1834-1919)
- 1913-1918 : Robert George Wardlaw Ramsay (1852-1921)
- 1918-1921 : William Eagle Clarke (1853-1938)
- 1921-1922 : Henry John Elwes (1846-1922)
- 1923-1928 : Lord Lionel Walter Rothschild (1868-1937)
- 1928-1933 : William Lutley Sclater (1863-1944)
- 1933-1938 : Harry Witherby (1873-1943)
- 1938-1943 : Sir Norman Boyd Kinnear (1882-1957)
- 1943-1948 : Percy Roycroft Lowe (1870-1948)
- 1948-1955 : Sir Arthur Landsborough Thomson (1890-1977)
- 1955-1960 : William Homan Thorpe (1902-1986)
- 1960-1965 : Reginald Ernest Moreau (1897-1970)
- 1965-1970 : Vero Copner Wynne-Edwards (1906-1997)
- 1970-1975 : Guy Mountfort (1905-2003)
- 1975-1979 : Sir Hugh Elliott (1913-1989)
- 1979-1983 : Stanley Cramp (1913-1987)
- 1983-1987 : James F. Monk
- 1987-1990 : David Snow
- 1990-1994 : Janet Kear (1933-2004)
- 1994-1999 : John Croxall
- 1999-2003 : Ian Newton
- 2003-2007 : Christopher Perrins
- 2003- : Alistair Dawson

## Membros famosos
- David Armitage Bannerman
- Christopher Helm
- Robert Fisher Tomes
- Edward Adrian Wilson